# کبشوتستال
کبشوتستال (به آلمانی: Käbschütztal) یک شهر در آلمان است که در Meissen واقع شده‌است. کبشوتستال ۲٬۹۲۵ نفر جمعیت دارد.

## خواهرخوانده
شهر Berglen خواهرخواندهٔ کبشوتستال هست.